# Amik Guerra
Amik Guerra (L'Avana, 11 maggio 1973) è un trombettista e arrangiatore cubano diplomato alla Scuola Nazionale d'Arte di Cuba.

## Biografia
È membro del gruppo dei Mau Mau e degli Havana Mambo.
Ha suonato con Fratelli di Soledad, Modena City Ramblers, Tullio De Piscopo, Horacio "El Negro" Hernandez, Persiana Jones, Cuba Libre, Pau de Arara e Tribà.
Nel 1990 partecipa alla formazione del cantautore cubano Gerardo Alfonso, con il quale registra due CD. Quindi partecipa con successo al Latin Jazz Festival Plaza a Cuba nelle edizioni dal 1990 al 1992.
Nel 1994 arriva per la prima volta in Italia con il complesso degli Havana Mambo.

Da quel momento inizia una serie di collaborazioni che lo portano ad un perenne tour nei più importanti festival di musica Jazz.
Nel 1997 fonda con Ernestico Rodriguez, il percussionista di Jovanotti e Pino Daniele, l'Orchestra Cubanissima.
Nel 2000 diventa membro dei Mau Mau in sostituzione di Roy Paci.
Attualmente, oltre alle attività nei suoi gruppi e alle continue partecipazioni a sessioni live e festival, collabora con Casasonica, con la Scuola di alto perfezionamento musicale di Saluzzo e con il Rem Studio di Bra.